# Жабинківський район
Жабинківський район (біл. Жабінкаўскі раён) — адміністративно-територіальна одиниця у складі Берестейської області Білорусі. Адміністративний центр  — місто Жабинка. Створений 1940 року, але 1959 року був розформований і знов відновлений 30 липня 1966 року.
Повністю входить до української етнічної території та є частиною Берестейщини.

## Географія

### Розташування
Межує з Кам'янецьким, Кобринським, Берестейським та Малоритським районами. Територія району займає 68,417 тис. га. Протяжність з заходу на схід 21 км, з півночі на південь — 45 км.

## Адміністративно-територіальний устрій
Адміністративно-територіальний устрій району:
- Жабинківська сільська рада
  - село Бобри
  - село Великі Яківчиці
  - село Залужжя
  - село Зеленковщизна
  - село Нагорани
  - село Новосади
  - село Пантюхи
  - село Пруськ
  - село Путища
  - село Пшенаї
  - село Рачки
  - село Салейки
  - село Сеньковичі
- Кривлянська сільська рада
  - село Багни
  - село Балевщина
  - село Борздили
  - село Бояри
  - село Вандалин
  - село Вежки
  - село Великі Сехновичі
  - село Глубоке
  - село Горелки
  - село Грицевичі
  - село Корди
  - село Кривляни
  - село Малі Яківчиці
  - село Матвійовичі
  - село Матяси
  - село Можейки
  - село Нові Двори
  - село Огородники
  - село Свищі
  - село Семеновці
  - село Стовпи
  - село Ханьки
  - село Шеди
- Ленінська сільська рада
  - село Богдани
  - село Бусни
  - село Вулька
  - село Йожики
  - селище Ленінський
  - село Мищиці
  - село Рогозно
  - село Филипповичі
  - село Ходоси
  - село Чижевщина
  - село Шелухи
- Озятинська сільська рада
  - село Баранці
  - село Барани
  - село Гатча
  - хутір Ліски
  - хутір Мельники
  - село Озяти
  - село Перелум'я
  - село Старе Село
  - село Сичево
  - село Теляки
  - село Томашки
- Рокитницька сільська рада
  - село Бульково
  - село Дягли
  - село Задерть
  - село Замошани
  - село Петровичі
  - село Рокитниця
  - село Стриганець
  - хутір Стриганецькі Бусни
  - село Федьковичі
- Степанківська сільська рада
  - село Верхи
  - село Горки
  - село Грабовці
  - село Житинь
  - село Конотопи
  - село Лойки
  - село Мелеші
  - село Налезники
  - село Олизаров Став
  - село Орепичі
  - село Подріччя
  - село Полева Річиця
  - село Селищі
  - село Малі Сехновичі
  - село Степанки
  - село Хмелівка
  - село Шпитали
- Хмелівська сільська рада
  - село Богдюки
  - село Деменичі
  - село Лясоти
  - село Підлісся
  - село Рудка
  - село Саки
  - село Селищі
  - село Соколово
  - село Хмелеве

Колишні сільські ради:
- Яківчицька сільська рада (ліквідована 11 травня 2012[5])

## Історія
Район утворений у 1940 році. Входив до зони активності УПА. Під час Другої світової війни та післявоєнної української збройної боротьби проти радянської окупаційної влади район належав до Пинського надрайону («Степ») Берестейського окружного проводу ОУН.

## Населення
За переписом населення Білорусі 2009 року чисельність населення району становило 25 031 особа.

### Національність
Розподіл населення за рідною національністю за даними перепису 2009 року:
| Національність                | Осіб  | Відсоток |
| ----------------------------- | ----- | -------- |
| білоруси                      | 22177 | 88,60 %  |
| росіяни                       | 1382  | 5,52 %   |
| українці                      | 1079  | 4,31 %   |
| поляки                        | 243   | 0,97 %   |
| національність не вказана     | 26    | 0,10 %   |
| вірмени                       | 19    | 0,08 %   |
| молдовани                     | 17    | 0,07 %   |
| німці                         | 14    | 0,06 %   |
| дві та більше національності  | 11    | 0,04 %   |
| казахи                        | 8     | 0,03 %   |
| татари                        | 7     | 0,03 %   |
| національність не повідомлена | 7     | 0,03 %   |
| румуни                        | 6     | 0,02 %   |
| латиші                        | 5     | 0,02 %   |
| євреї                         | 4     | 0,02 %   |
| азербайджанці                 | 4     | 0,02 %   |
| комі-перм'яки                 | 3     | 0,01 %   |
| грузини                       | 2     | 0,01 %   |
| мордва                        | 2     | 0,01 %   |
| удмурти                       | 2     | 0,01 %   |
| гагаузи                       | 2     | 0,01 %   |
| литовці                       | 1     | 0,00 %   |
| туркмени                      | 1     | 0,00 %   |
| болгари                       | 1     | 0,00 %   |
| марійці                       | 1     | 0,00 %   |
| естонці                       | 1     | 0,00 %   |
| лезгини                       | 1     | 0,00 %   |
| карели                        | 1     | 0,00 %   |
| чехи                          | 1     | 0,00 %   |
| буряти                        | 1     | 0,00 %   |
| монголи                       | 1     | 0,00 %   |
| інша національність           | 1     | 0,00 %   |
| Разом                         | 25031 | 100 %    |